# Dobanovci
Dobanovci (izvirno srbsko Добановци) je naselje v Srbiji, ki upravno spada pod Mestno občino Zemun; slednja pa je del Mesta Beograd.

## Demografija
V naselju živi 6412 polnoletnih prebivalcev, pri čemer je njihova povprečna starost 38,6 let (37,6 pri moških in 39,6 pri ženskah). Naselje ima 2353 gospodinjstev, pri čemer je povprečno število članov na gospodinjstvo 3,45.
To naselje je, glede na rezultate popisa iz leta 2002, večinoma srbsko, a v času zadnjih 3 popisov je opazen porast števila prebivalcev.
|  |

| Demografija | Demografija     | Demografija     |
| Leto        | Št. prebivalcev | Št. prebivalcev |
| ----------- | --------------- | --------------- |
|             |                 |                 |
|             |                 |                 |
|             |                 |                 |
|             |                 |                 |
| 1948        | 3840            |                 |
| 1953        | 3519            |                 |
| 1961        | 5005            |                 |
| 1971        | 6717            |                 |
| 1981        | 7592            |                 |
| 1991        | 7966            | 7711            |
| 2002        | 8288            | 8128            |
|             |                 |                 |

| Etnična sestava po popisu iz leta 2002 | Etnična sestava po popisu iz leta 2002 | Etnična sestava po popisu iz leta 2002 | Etnična sestava po popisu iz leta 2002 | Etnična sestava po popisu iz leta 2002 |
| -------------------------------------- | -------------------------------------- | -------------------------------------- | -------------------------------------- | -------------------------------------- |
| Srbi                                   | Srbi                                   |                                        | 7.524                                  | 92,56%                                 |
| Slovaki                                | Slovaki                                |                                        | 232                                    | 2,85%                                  |
| Jugoslovani                            | Jugoslovani                            |                                        | 38                                     | 0,46%                                  |
| Hrvati                                 | Hrvati                                 |                                        | 30                                     | 0,36%                                  |
| Črnogorci                              | Črnogorci                              |                                        | 27                                     | 0,33%                                  |
| Romi                                   | Romi                                   |                                        | 24                                     | 0,29%                                  |
| Makedonci                              | Makedonci                              |                                        | 16                                     | 0,19%                                  |
| Muslimani                              | Muslimani                              |                                        | 10                                     | 0,12%                                  |
| Ukrajinci                              | Ukrajinci                              |                                        | 6                                      | 0,07%                                  |
| Slovenci                               | Slovenci                               |                                        | 4                                      | 0,04%                                  |
| Goranci                                | Goranci                                |                                        | 4                                      | 0,04%                                  |
| Albanci                                | Albanci                                |                                        | 4                                      | 0,04%                                  |
| Madžari                                | Madžari                                |                                        | 3                                      | 0,03%                                  |
| Rusini                                 | Rusini                                 |                                        | 2                                      | 0,02%                                  |
| Rusi                                   | Rusi                                   |                                        | 2                                      | 0,02%                                  |
| Čehi                                   | Čehi                                   |                                        | 1                                      | 0,01%                                  |
| Nemci                                  | Nemci                                  |                                        | 1                                      | 0,01%                                  |
| Neznano                                | Neznano                                |                                        | 24                                     | 0,29%                                  |